# 上海財経大学
上海財経大学（シャンハイざいけいだいがく、上海财经大学、拼音: Shanghai Caijing Daxue、英語: Shanghai University of Finance and Economics）は、上海市楊浦区に所在する中華人民共和国教育部直属の国立大学で、211工程にリストアップされている国家重点大学である。1917年創立。

## 概要
上海財経大学は、中華人民共和国教育部直属の国家重点大学である。その名の示すとおり、主に経済、金融、商科に強く、改革開放以来経済発展の著しい中国において、その将来性故学生や保護者から高い人気を得ているため、上海では復旦大学、上海交通大学に次ぐ難関大学とされている。特に会計学では全国トップを誇り、会計学部を独立の学部として設けている国内有数の大学である。

## 沿革
- 1917年 - 南京高等師範学校商科
- 1921年 - 上海商科大学
- 1932年 - 国立上海商学院
- 1950年 - 上海財政経済学院
- 1985年 - 現・上海財経大学

## 学部
- 会計学部
- 経済学部
- 金融学部
- 管理学部
- 統計学部
- 数学部
- 信息学部
- 人文学部
- 外語学部
- 法学部

## キャンパス
- 国定路キャンパス（本部）
- 武川路キャンパス
- 滬東キャンパス
- 中山一北路キャンパス（院生・留学生）

## 日本における協定校
- 岐阜経済大学
- 一橋大学
- 松山大学

部局間協定
- 武蔵野大学法学部

## アクセス
- 上海地下鉄18号線上海財経大学駅